# Снот
Snot е хардкор пънк група от град Санта Барбара, щата Калифорния, САЩ, основана през 1994 година.
Състои се от Лин Страйт, Майк Долинг, Джон Фансток, Сони Майо, Джейми Милър, Шанън Ларкин и Майк Смит.

## История
„Снот“ издават три демо-записа, от които първото се състои от 5 песни. След издаването на последното демо, групата подписва договор с Geffen Records и през 1997 г. излиза дебютният им албум Get Some. През 2000 г. излиза вторият, озаглавен Strait Up, с участие на вокалисти от Limp Bizkit, Hed PE, Sevendust, System Of A Down и други.
Групата се разпада 1998 г. заради смъртта на вокалиста Лин Страйт. През 2002 г. излиза лайв албумът им Alive с песни от двата студийни албума. Останалите членове на групата се местят в други метъл групи. Майк Смит – в „Лимп Бискит“, Шанън Ларкин – в „Godsmack“, Майк Долинг – в „Soulfly“, Джон Фансток – в „Амен“ и Джейми Милър – в „Дъ старт“. Завръщат се през 2008 година с новия вокалист Томи Векст от Divine Heresy. През 2010 се преименуват на Tons с вокалист Брандън Еспиноза, известен като вокалист на Spineshank.

## Дискография

### Демо албуми
- Demo'95
- Demo'96 (Early)
- Demo'96 (March)

### Студийни албуми
- Get Some
- Strait Up
- Alive!